# Ruda Jurčec
Ruda Jurčec, slovenski novinar, esejist, pisatelj, * 1. april 1905, Ormož,  † 4. november 1975, Buenos Aires.

## Življenjepis
Rodil se je kot Rudolf Jurčec očetu Karlu in materi Magdaleni (roj. Jelen). Diplomiral je 1931 na Politični visoki šoli v Parizu. Pisal je predvsem o socialnem vprašanju, sprva v levičarskem krščanskosocialističnem duhu (monografija Krek, 1935). Od 1932  je bil sourednik, nato urednik revije Beseda o sodobnih vprašanjih; s kulturnimi eseji in reportažami je sodeloval tudi pri revijah Modra ptica in Sodobnost. Od 1935 je bil dopisnik agencije Havas za Slovenijo. Bil je tudi vodja ljubljanske podružnice tiskovne agencije Avala (tiskovna agencija). Po 1935 se je kot urednik pri Slovencu vse bolj usmerjal k politiki vodstva nekdanje SLS. Od novembra 1941 do maja 1945 je bil glavni urednik Slovenca. 
Po koncu vojne emigriral v Rim, 1947 pa odšel v Argentino. Tu je sodeloval pri listu Svobodna Slovenija. Leta 1962 je začel v Buenos Airesu izdajati kulturno-literarni časopis Novi časi, leta 1969 pa je postal glavni urednik časopisa Sij slovenske svobode; v letih 1954–69 je bil predsednik Slovenske kulturne akcije; bil je urednik revije Meddobje, Glasa Slovenske kulturne akcije in zbornika Vrednote.

## Delo
Jurčec je napisal več novel: Carmen de Patagones, Vuzmenice in Requiem in re, ter politično ljubezenski roman Ljubljanski triptih (Buenos Aires, 1957). Med najbolj odmevnimi deli zdomske književnosti je njegova spominska proza Skozi luči in sence I–III (Buenos Aires, 1964 do 1969). 